# Don Mendo Rock ¿La venganza?
Don Mendo Rock ¿La venganza? es una película del año 2010, dirigida por José Luis García Sánchez.

## Argumento
Un grupo de vecinos de un pueblo andaluz se esfuerza por grabar en un programa de televisión la popular obra de Pedro Muñoz Seca La venganza de don Mendo. Debido a sus escasos recursos económicos, solicitan la colaboración de las fuerzas vivas: Guardia Civil, Alcalde y otros personajes influyentes de la vida local. Mientras tanto, los ciudadanos, mayoritariamente inmigrantes, protagonizarán una gran manifestación a las puertas del Ayuntamiento porque también quieren participar en la grabación.

## Reparto
| Intérprete              | Personaje          |
| ----------------------- | ------------------ |
| Paz Vega                | Lola               |
| Fele Martínez           | Goyito             |
| Manuel Bandera          | Teniente Paco      |
| Antonio Resines         | Juan               |
| María Barranco          | Inés               |
| Juanjo Cucalón          | Sargento Perales   |
| Yoima Valdés            | Marilú             |
| Elena Furiase           | Jazmín             |
| Pepe Quero              | Blas               |
| Maite Sandoval          | Madame Katia       |
| Enrique Miranda         | Oswaldo            |
| Luis Bermejo            | Ramonin            |
| La Tata                 | Nines              |
| Estefanía de los Santos | Dulce              |
| Cesáreo Estébanez       | Curro              |
| José Caraoscura         | Canelo             |
| Quique Miranda          | Joaquín            |
| Juan Alberto López      | Stoichov           |
| Candela Fernández       | Herminia           |
| Pilar Salazar           | Chonita            |
| Lara Grube              | Juli Prosti        |
| Candela Arroyo          | Ana Prosti         |
| Juan Pedro Fernández    | Evaristo           |
| Miguel Ramiro           | Román              |
| Alejandro Soria         | Andoni             |
| Manuel González         | Caco               |
| Antonio Roldan          | Guitarra           |
| Andrés Roldan           | Percusionista      |
| Ernesto Martín          | Ganadero           |
| Dani Alonso             | Guardia garita     |
| Raymond Cheng           | Chan Kai Che       |
| Silvia Rey              | Ecuatoriana        |
| Kiko Veneno             | Chofer Cañete      |
| Antonio Gamero          | Avelino            |
| Quique Camoiras         | Cañete             |
| Ladislao Diula          | Camarero tanatorio |
| Rafael Sánchez          | Barrendero 1       |
| Manuel Álvarez          | Barrendero 2       |
| Tomasito                | Preso              |
| Eva Moreno              | Locutora TV        |
| Paco Pérez Ortega       |                    |
| Sergio Velasco          | Esgrimista pueblo  |